# Willys-Overland do Brasil
Willys-Overland do Brasil was de Braziliaanse dochteronderneming van Willys-Overland, opgericht in 1952 en gevestigd in São Bernardo do Campo (São Paulo). De Argentijnse tegenhanger, opgericht in 1955 onder de naam Industrias Kaiser Argentina, produceerde eveneens Willys-voertuigen onder licentie, maar bracht ze onder een eigen merknaam (IKA) op de markt.

## Geschiedenis
Willys-Overland do Brasil werd opgericht op 26 augustus 1952. Hoewel het grootste deel van de productie zich in São Bernardo do Campo bevond, verwierf het bedrijf in 1958 de faciliteiten van een ijzergieterij in Taubaté, waar het de "Special Products Division" oprichtte. Daarnaast opende het in 1966 een industriële fabriek in de stad Jaboatão dos Guararapes, Pernambuco.
De productie omvatte de Willys Jeep-modellen, evenals een reeks personenauto's op basis van de Willys Aero: een sedan genaamd Itamaraty en een limousine die bekend staat als Itamaraty Executive, beide lokaal ontwikkeld in Brazilië. Tegelijkertijd werden overeenkomsten getekend met het Franse bedrijf Renault om de Renault Dauphine en een versie van de Alpine A108, genaamd Willys Interlagos onder licentie te produceren.
Door financiële problemen eindigde de productie van Willys Overland in 1967 en werd het bedrijf overgenomen door de Braziliaanse dochteronderneming van Ford. De naam veranderde in Ford-Willys do Brasil en het merk Willys werd geleidelijk vervangen door het merk Ford. De fabriek in São Bernardo do Campo werd door Ford gebruikt om voertuigen te produceren, terwijl de Taubaté-fabriek motoren produceerde.
De Jaboatão-fabriek werd aanvankelijk gesloten en later overgenomen door Fiat. Na de wereldwijde overname van het merk Jeep door Fiat bouwde Fiat er een gloednieuwe fabriek die in 2015 ingehuldigd werd en waar de Jeep Renegade gebouwd wordt. Dit betekende een terugkeer van Jeep-productie in Brazilië na een afwezigheid van meer dan dertig jaar.

## Modellen
Het eerste model van Willys-Overland do Brasil dat vanaf 1954 van de band rolde was de Willys Jeep. Deze wagen, nog steeds geassembleerd met Amerikaanse onderdelen, werd op de markt gebracht als Universal Jeep. Met zijn vierwielaandrijving en drieversnellingsbak met reductie bleek de Universal Jeep uitermate geschikt voor de Braziliaanse wegen en landbouw.
In 1956 verscheen de Rural Jeep. Vanaf 1957 werden steed meer onderdelen gebruikt die lokaal in Brazilië geproduceerd werden en in 1959 werd een nieuwe 2638 cc zescilinder motor met 90 pk geïntroduceerd, eveneens van Braziliaanse makelij.
Hoewel de productielijn van de Willys Aero naar Brazilië verscheept was nadat het Amerikaanse moederbedrijf in 1955 beslist had om niet langer personenauto's aan te bieden, was het niet de Aero maar wel de kleine Dauphine die als eerste Braziliaanse Willys personenwagen in 1959 op de markt kwam. Het wagentje werd geproduceerd onder licentie van Renault en was een van de grootste concurrenten van de Volkswagen Kever op de Braziliaanse markt in de jaren zestig.
In 1960 werd de Aero-Willys gelanceerd, aanvankelijk nog steeds met de ronde carrosserie van het Noord-Amerikaanse model uit 1955. De wagen woog 1440 kg en bereikte een topsnelheid van 120 km/u, met een acceleratie van 0 naar 100 km/u in 17,8 seconden. Het brandstofverbruik lag in de orde van 14 l/100 km.
In 1961 lanceerde Willys een ander voertuig geproduceerd onder licentie van Renault: de Interlagos. Deze wagen, gebaseerd op de Renault Alpine A108, was de eerste in serie geproduceerde sportwagen in Brazilië, met een carrosserie van glasvezel in drie uitvoeringen: coupé, sedan en cabriolet.
De Aero-Willys kreeg in 1962 onder leiding van de Amerikaanse ontwerper Brooks Stevens een complete restyling met een carrosserie met rechte lijnen, wat modern was voor die tijd. Het motorvermogen nam toe tot 110 pk. Deze wagen werd vanaf december 1962 onder de naam Aero 2600 aangeboden. In 1966 kwam er nog een luxe uitvoering bij die verkocht werd als Aero Itamaraty.
In 1965 lanceerde de Braziliaanse overheid een consumentenkrediet om burgers aan te sporen om een auto te kopen. Daarop bracht Willys de Teimoso uit, een uitgeklede versie van de Dauphine. Het wagentje had eenvoudige grijs gespoten bumpers, de buitenspiegel, richtingaanwijzers en wieldoppen ontbraken, en de achterlichten waren vervangen door een centraal lichtblok dat zowel het achterlicht, remlicht en nummerplaatverlichting bevatte. Het interieur was zo mogelijk nog kaler met een vereenvoudigd dashboard, geen binnenspiegel noch dakhemel en zetels die vervangen werden door een buizenframe met een gespannen doek als rugleuning en zitting. Een jaar later werd de productie alweer gestaakt.
Nog in 1965 begon Willys aan een opvolger van de Dauphine/Gordini-lijn te werken. Opnieuw werd er een samenwerking met Renault opgezet onder de naam "Project M".  Achteraf is gebleken dat buitensporige uitgaven aan de sportafdeling in combinatie met inefficiënt bedrijfsbeheer het bedrijf in financiële moeilijkheden brachten waardoor Ford in 1967 de controle over het bedrijf kon overnemen. Project M, dat al behoorlijk ver gevorderd was, werd voltooid en gaf aanleiding tot de Ford Corcel. De eerste exemplaren verlieten de fabriek nog met glas waarop het merk Willys was gestempeld. Auto's in de Jeep- en Aero-lijnen werden tot 1970 onder het merk Ford-Willys geproduceerd, en daarna nog enkele jaren alleen onder het merk Ford. De Jeep-lijn werd gestopt in 1983.
| Merk    | Naam                  | Oorspronkelijke naam      | Oorsprong                 | Type          | Jaren     | Afbeelding |
| ------- | --------------------- | ------------------------- | ------------------------- | ------------- | --------- | ---------- |
| Willys  | Universal Jeep        | Willys Motors Jeep CJ     | Verenigde Staten          | terreinwagen  | 1954-1967 |            |
| Willys  | Rural Jeep            | Willys Jeep Station Wagon | Verenigde Staten          | SUV           | 1956-1967 |            |
| Renault | Dauphine              | Renault Dauphine          | Frankrijk                 | personenwagen | 1959-1965 |            |
| Willys  | Aero-Willys           | Willys Aero               | Verenigde Staten          | personenwagen | 1960-1962 |            |
| Willys  | Pickup Jeep           | Willys Jeep Truck         | Verenigde Staten          | Pick-up       | 1961-1967 |            |
| Willys  | Interlagos            | Alpine A108               | Frankrijk                 | sportwagen    | 1961-1966 |            |
| Willys  | Aero-Willys 2600      | Willys Aero               | Verenigde Staten Brazilië | personenwagen | 1962-1967 |            |
| Renault | Gordini               | Renault Dauphine          | Frankrijk                 | personenwagen | 1962-1968 |            |
| Renault | Teimoso               | Renault Dauphine          | Frankrijk Brazilië        | personenwagen | 1965-1966 |            |
| Willys  | Aero-Willys Itamaraty | Willys Aero               | Verenigde Staten Brazilië | personenwagen | 1966-1967 |            |

1. ↑  Nog tot 1983 geproduceerd door Ford do Brasil als Ford Jeep
2. ↑  Nog tot 1977 geproduceerd door Ford do Brasil als Ford Rural
3. ↑  Nog tot 1981 geproduceerd door Ford do Brasil, in 1972 omgedoopt tot Ford F-75
4. 1 2  Nog tot 1971 geproduceerd door Ford do Brasil